# Roger Brugué
Roger Brugué Ayguade (Bàscara, 4 novembre 1996) è un calciatore spagnolo, attaccante del Levante.

## Carriera
Nato a Bàscara, si forma calcisticamente nelle giovanili del Figueres. Il 14 dicembre 2014, all'età di 18 anni, viene schierato nella sconfitta in casa per 0-2 contro il Palamós in Tercera División. Realizza la sua prima rete in campionato il 26 aprile successivo, nell'incontro perso per 2-4 contro il Vilafranca.
Il 19 maggio 2016 prolunga il suo contrato che lo lega alla squadra. Tuttavia, il 13 luglio si trasferisce al Gimnàstic, dove viene inizialmente aggregato alla rosa del Pobla Mafumet, società satellite militante, anch'essa, nella quarta divisione spagnola.
Fa il suo esordio in prima squadra il 28 ottobre 2017, quando subentra a Maikel Mesa nella sconfitta per 0-1 contro il Lugo in Segunda División. Il 12 gennaio successivo, rinnova il contratto fino al 2020.
Il 1º luglio 2021, dopo essere rimasto svincolato, firma un contratto quadriennale col Levante,  che il 12 agosto decide di girarlo in prestito al Mirandés in seconda divisione.

## Statistiche

### Presenze e reti nei club
Statistiche aggiornate al 13 agosto 2022.
| Stagione         | Squadra          | Campionato       | Campionato | Campionato | Coppe nazionali | Coppe nazionali | Coppe nazionali | Coppe continentali | Coppe continentali | Coppe continentali | Altre coppe | Altre coppe | Altre coppe | Totale | Totale |
| Stagione         | Squadra          | Comp             | Pres       | Reti       | Comp            | Pres            | Reti            | Comp               | Pres               | Reti               | Comp        | Pres        | Reti        | Pres   | Reti   |
| ---------------- | ---------------- | ---------------- | ---------- | ---------- | --------------- | --------------- | --------------- | ------------------ | ------------------ | ------------------ | ----------- | ----------- | ----------- | ------ | ------ |
| 2017-2018        | Gimnàstic        | SD               | 3          | 0          | CR              | 0               | 0               |                    | -                  | -                  |             | -           | -           | 3      | 0      |
| 2018-2019        | Gimnàstic        | SD               | 14         | 0          | CR              | 1               | 0               |                    | -                  | -                  |             | -           | -           | 15     | 0      |
| 2019-2020        | Gimnàstic        | SDB              | 22         | 2          | CR              | 2               | 0               |                    | -                  | -                  |             | -           | -           | 24     | 2      |
| 2020-2021        | Gimnàstic        | SDB              | 15+5       | 5+0        | CR              | 0               | 0               |                    | -                  | -                  |             | -           | -           | 20     | 5      |
| Totale Gimnàstic | Totale Gimnàstic | Totale Gimnàstic | 54+5       | 7+0        |                 | 3               | 0               |                    | -                  | -                  |             | -           | -           | 62     | 7      |
| 2021-2022        | Mirandés         | SD               | 40         | 8          | CR              | 2               | 0               |                    | -                  | -                  |             | -           | -           | 42     | 8      |
| 2022-2023        | Levante          | SD               | 1          | 0          | CR              | 0               | 0               |                    | -                  | -                  |             | -           | -           | 1      | 0      |
| Totale carriera  | Totale carriera  | Totale carriera  | 100        | 15         |                 | 5               | 0               |                    | -                  | -                  |             | -           | -           | 105    | 15     |

## Palmarès

### Club

#### Competizioni nazionali
- Segunda División: 1

Levante: 2024-2025